# Chenolea diffusa
Chenolea diffusa es una especie de planta fanerógama perteneciente a la familia Amaranthaceae. Es originaria del sur de África.

## Descripción
Es una planta decumbente, con ramas desordenadas que alcanza un tamaño de ± 10-25 cm de altura.

## Distribución y hábitat
Se encuentra en el barro en las marismas y manglares cercanos, en el límite sobre la marea alta en Sudáfrica y Namibia.

## Taxonomía
Chenolea diffusa fue descrita por Carl Peter Thunberg y publicado en Nova Genera Plantarum 1: 10, en 1781.